# Люнань
Люна́нь (кит. упр. 柳南, пиньинь Liǔnán, буквально: «южнее реки Люцзян») — район городского подчинения городского округа Лючжоу Гуанси-Чжуанского автономного района (КНР).

## История
Во времена империи Цин и в эпоху Китайской Республики эти места входили в состав уезда Мапин (马平县). В 1931 году уезд Мапин был переименован в Лючжоу (柳州县). В 1937 году уезд Лючжоу был переименован в Люцзян (柳江县).
После вхождения этих мест в состав КНР в конце 1949 года из уезда Люцзян был официально выделен в качестве отдельной административной единицы город Лючжоу (柳州市). Был образован Специальный район Лючжоу (柳州专区), в состав которого вошли город Лючжоу и 10 уездов. В 1950 году город Лючжоу был выведен из состава специального района, и подчинён напрямую властям провинции Гуанси. В 1958 году провинция Гуанси была преобразована в Гуанси-Чжуанский автономный район, а город Лючжоу опять вошёл в состав Специального района Лючжоу. В 1961 году город Лючжоу был вновь выделен из состава Специального района, опять перейдя в прямое подчинение властям автономного района.
В 1979 году в составе города Лючжоу был создан район Люнань.
Постановлением Госсовета КНР от 22 июня 2002 года был расформирован Пригородный район Лючжоу (柳州市市郊区), и часть его земель была передана в состав района Люнань.
19 ноября 2002 года город Лючжоу и часть земель бывшего округа Лючжоу были объединены в городской округ Лючжоу.

## Административное деление
Район делится на 8 уличных комитетов и 1 посёлок.